# Gwarch y Rhybin
Nella tradizione gallese la Gwarch y Rhybin è  un mostruoso spirito che preannuncia la morte di una persona.
Ha l'aspetto di una brutta donna e ricorda un'arpia: capelli scompigliati e avvizziti, braccia appassite e ali di pelle, lunghi denti neri e colorito pallido. Si avvicina di notte alla finestra di chi sta per morire e lo chiama per nome. Oppure si mette invisibile al suo fianco e urla quando si avvicina ad un fiume o ad un incrocio. A volte viene dipinta lavarsi le mani nel fiume. 
Spesso la Gwarch y Rhybin si lamenta e grida «Fy ngwr, fy ngwr!» ("Mio marito! Mio Marito!) o «Fy mhlentyn, fy mhlentyn bach!» ("Mio figlio! Il mio piccino!"). Altre volte con una voce maschile griderebbe «Fy ngweraig! Fy ngwaraig!» ("Mia moglie! Mia moglie!").
In alcune varianti del mito di Taliesin, Afagddu (Morfran) sarebbe suo marito.
Secondo alcuni la sua figura è collegata alla divinità della acque gallese Dôn.